# Parched
Parched is een Indiaas-Amerikaanse film uit 2015, geschreven en geregisseerd door Leena Yadav. De film ging in première op 12 september op het 40ste Internationaal filmfestival van Toronto.

## Verhaal
Vier gewone vrouwen, Rani, Lajjo, Bijli en Janki wonen op het uitgedroogde platteland van Gujarat in India. Ze vertellen vrijuit met elkaar over mannen, seks en het leven en hun eigen persoonlijke strijd en hun demonen.

## Rolverdeling
| Acteur                | Personage        |
| --------------------- | ---------------- |
| Tannishtha Chatterjee | Rani             |
| Radhika Apte          | Lajjo            |
| Surveen Chawla        | Bijli            |
| Adil Hussain          | mystieke minnaar |
| Sumeet Vyas           | Kishan           |
| Lehar Khan            | Janki            |
| Riddhi Sen            | Gulab            |
| Sayani Gupta          | Champa           |